# The Dark Pictures Anthology: House of Ashes
The Dark Pictures Anthology: House of Ashes, kurz auch bekannt als House of Ashes, ist ein Survival-Horror-Action-Adventure, das vom britischen Entwicklerstudio Supermassive Games entwickelt und von Bandai Namco Entertainment veröffentlicht wurde.
House of Ashes ist der dritte Teil der The-Dark-Pictures-Anthology-Spielreihe. Das Spiel ist weltweit am 22. Oktober 2021 für die PlayStation 5, PlayStation 4, Xbox Series, Xbox One und für Windows erschienen.

## Gameplay und Handlung
Vergleichbar zu den vorherigen Spielen steuert der Spieler im Einzelmodus oder mit bis zu vier Mitspielern insgesamt fünf Charaktere, die im Untergrund eines Tempels während des Irakkriegs 2003 gefangen sind. Im Spiel müssen die Spieler verschiedene Entscheidungen treffen, die Konsequenzen auf den weiteren Spielverlauf haben und die Beziehung der Charaktere untereinander beeinflussen. Alle fünf Charaktere können das Spiel überleben oder währenddessen umkommen. Das Spiel hat verschiedene Enden mit unterschiedlichen Szenarios.
Im Vergleich zu den vorherigen Teilen wurden einige Änderungen des Gameplays vorgenommen. Die Kamera ist nicht mehr stabilisiert und gegen eine steuerbare 360-Grad-Kamera ersetzt worden. Jeder Charakter hat eine eigene Taschenlampe, mit der dunkle Wege ausgeleuchtet werden können. Zudem wurden unterschiedliche Schwierigkeitsgrade integriert.

## Produktion
Schauspielerin und Synchronsprecherin Ashley Tisdale war per Motion-Capturing in die Produktion involviert.

## Synchronisation
| Rolle                  | Englischer Sprecher | Deutscher Sprecher |
| ---------------------- | ------------------- | ------------------ |
| Colonel Eric King      | Alex Gravenstein    | Vincent Fallow     |
| Rachel King            | Ashley Tisdale      |                    |
| Lt. Jason Kolchek      | Paul Zinno          | Flemming Stein     |
| Sgt. Nick Kay          | Moe Jeudy-Lamour    | David Berton       |
| Lt. Salim Othman       | Nick E. Tarabay     | Tayfun Bademsoy    |
| Corporal Nathan Merwin | Alex Mallari junior |                    |
| Corporal Joey Gomez    | Sammy Azero         | Daniel Axt         |
| Dr. Clarice Stokes     | Clare McConnell     |                    |
| Randolph Hodgson       |                     |                    |
| Balathu                | Zaydun Khalaf       | Tetje Mierendorf   |
| Kurum                  | Waleed Hammad       | Jens Wendland      |
| Naram-Sin              | Sami Karim          | Martin Sabel       |
| Der Kurator            | Pip Torrens         |                    |

## Rezeption
Géraldine Hohmann von der Videospielzeitschrift GameStar meinte vorab zu House of Ashes, dass das neue Spiel der Dark Pictures Anthology „auf eine kinoreife Inszenierung und ein spannendes Horrorerlebnis“ setze und dabei „ein ungewöhnlicheres Setting als seine Vorgänger“ aufweise.
PC Games vergab 6 von 10 Punkten: „Stellt man die Geschehnisse nicht allzu sehr infrage und kann man über das mangelnde Polishing hinwegsehen, macht House of Ashes aber trotz seiner Macken, was es soll und was wohl auch die Mehrheit der Fans erwartet: Es unterhält seicht einen bis zwei Abende lang und bietet dank mehrerer potenzieller Handlungsverläufe hohen Wiederspielwert.“
GamePro vergab 60 von 100 Punkten.

## Prequels & Sequels
Das Spiel folgte auf den ersten Teil The Dark Pictures Anthology: Man of Medan (2019) und den zweiten Teil The Dark Pictures Anthology: Little Hope (2020). Ein vierter Teil, welcher gleichzeitig das Finale der ersten Staffel darstellt, ist am 18. November 2022 unter dem Titel The Dark Pictures Anthology: The Devil in Me veröffentlicht worden.
Die zweite Staffel wurde mit einem ersten Spiel unter dem Titel The Dark Pictures Anthology: Directive 8020 angekündigt.